# Vidua fischeri
La viuda de Fischer (Vidua fischeri) es una especie de ave paseriforme perteneciente a la familia Viduidae. Es una especie no amenazada según la IUCN. Se puede encontrar en Etiopía, Kenia, Somalia, Sudán del Sur, Tanzania y Uganda. Su hábitat natural es la sabana. Al igual que las demás viudas, es un parásito de puesta.